# 輕犯罪法
《輕犯罪法》（日语：／ Keihanzaihō）是日本的一項特別刑法，分為第1條至第4條，其中第1條裡尚細分為34項，主要針對各式各樣輕微罪行，對違法者作出拘留和處以科料，於昭和23年（1948年）5月2日開始施行，前身是明治41年內務省令第16號《警察犯處罰令》。

## 概要
輕犯罪法最早可以追溯到明治6年（1873年）的太政官布告第256號《違式詿違條例》、1880年《刑法典》（舊刑法）第4編的《違警罪》和明治41年（1908年）內務省令第16號《警察犯處罰令》。輕犯罪法成立的原因是前身的《警察犯處罰令》抵觸了第二次世界大戰後成立的《日本國憲法》，而且原本的《違警罪即決例》也讓司法警察官擁有對輕微罪行的即時裁決權，而導致了勞工運動和社會運動等出現了被打壓的情況，《警察犯處罰令》本身也賦予了其拘留和科料的權力，從而出現了濫用的情況。因此，隨著《輕犯罪法》成立，《警察犯處罰令》也正式失效。然而，原本《警察犯處罰令》的58項罪行中有28項均由《輕犯罪法》所繼承，因此為了避免重蹈覆轍，以防再出現濫用的情況，第四條加入了相關條款。最初，《輕犯罪法》第1條共細分為34項，然而在1973年因應《動物愛護管理法》成立而移除了其中的第21項。

## 條文[3]
第1條 對與條文內各項之一相應的人物，科處拘留或罰金。

1. 在沒有正當理由的情況下，潛入沒人看守的空宅、建築物或船隻的人

2. 在沒有正當理由的情況下，夾帶可以危害他人性命的刀械、鐵棒等，或看來可用於讓人造成重傷的器具的人

3. 在沒有正當理由的情況下，藏有備用鑰匙、鑿、玻璃刀（英语：Glass cutter）等看來可用於闖入他人的住宅和建築物的器具的人

4. 雖然無法維持生計，但是在有工作能力的情況下卻不願工作，而且沒有穩定的居所之餘四處遊蕩的人

5. 在公共會堂、劇場、飲食店、舞廳以及其他公眾娛樂場所對入場者，或在汽車、電車、公共汽車、船隻、飛機等公共交通工具內對乘客，有著粗野或亂暴的言語或舉措，攪擾他人的人

6. 在沒有正當理由的情況下，弄熄他人的標示燈、街燈等公眾使用或聚集地方的燈火的人

7. 隨意將船或木筏放置於水上等阻礙水上交通的人

8. 在沒有正當理由時，於發生風災、水災、地震、火災、交通意外、犯罪等特殊情況下，就有關進出事發地方的問題上，拒絕聽從公務員或救援者的指示，或在公務員請求援助的情況下拒絕對方要求的人

9. 在沒有相當注意的情況下，在建築物、森林等易燃物附近生火，或在汽油等易燃物附近使用可以點火之物的人

10. 在沒有相當注意的情況下，使用或把玩槍砲或火藥類、鍋爐等容易爆炸的物品

11. 在沒有相當注意的情況下，在對他人的身體或物件所在的地方投擲、注入或發射可能造成傷害的物品的人

12. 在沒有正當的理由的情況下，放生在習性上明顯對人畜可能造成傷害的狗或其他鳥獸，或是監管不力讓其逃脫的人

13. 在公共地方對大量人士有著非常明顯的粗野或亂暴的言語和行為，從而造成對方困擾，又或是在汽車、電車、合乘自動車、船隻以及其他公共交通工具、演劇等活動、物資派發、購買這些交通工具的車票或活動的門票、輪候派發物資相關憑證時展示自己的威勢插隊或打亂隊列的人

14. 在公務員制止的情況下，仍然依舊發出大音量的人聲、樂器、收音機等聲音，破壞安寧造成鄰居困擾的人

15. 詐稱自己擁有官職、公職、位階、勳位、學位以及其他基於法令的稱號或外國的同等相應稱號，或在沒有資格的情況下製作相同或類同於基於法令的制服、勳章和紀念章等徽章的人

16. 向公務員謊稱有罪案和災害發生的人

17. 基於法令理應記載的姓名、居住地址、職業等其他事項上，於典當或古董的買賣或交換的帳簿上作出虛假錯誤陳述的人

18. 在得知自己擁有的地方內發現了老幼傷殘或人的屍體以及死胎，卻不迅速向公務員報告的人

19. 在沒有正當理由的情況下，改變發現不正常死亡的屍體或死胎現場的人

20. 在公眾可以看得到的地方以讓人感到不快的方式，隨意露出臀部、大腿等身體部份的人

21. 移除
22. 行乞或讓人行乞的人

23. 在沒有正當理由的情況下，偷窺別人所在的住居、浴場、更衣室、廁所等通常人們沒穿衣服的地方

24. 公共或私人儀式上弄惡作劇等妨礙儀式進行的人

25. 阻塞河道、水溝等航道的人

26. 在街道或公園等公眾聚集的地方吐痰、大小便或讓其吐痰、大小便的人

27. 違反公眾利益，隨意棄置垃圾、鳥獸屍體等污染物或廢棄物的人

28. 堵塞別人的路，或是纏擾對方他人，並且沒有離開的意思，又或是做出讓人感到不安或困擾的行為來纏繞別人的人

29. 計劃傷害他人身體以及對該當行為進行預演時的共謀者
（
30. 讓狗或其他動物攻擊人畜，或嚇跑馬或牛的人

31. 弄惡作劇等妨礙他人業務的人

32. 在沒有正當理由的情況下，進入禁止進入的地方和別人的田地

33. 隨意在別人的居所等工作物（日语：工作物）處貼上單張，或拆除別人的招牌、警告牌或其他標示物，又或是弄污這些工作物或標誌

34. 向公眾出售或派發物品，又或是提供服務的時候，作出欺騙或誤導公衆的宣傳的人


第2條 違反前條罪行的人可以酎情處理，免除刑責，也可以同時拘留和處以科料。

第3條 教唆他人違反第一條的罪行或協助其犯罪行為的人，視為正犯。

第4條 在這項法律實行的同時，要注意不應該不當地侵害國民的權利，別有用心地以其他目的來濫用此法律的行為也是不能接受的。


## 違法情況
2018年，以《輕犯罪法》作出起訴的案件數目為8,559件，人數則是8,658人，按件數來說在特別刑法裡僅次於《迷惑防止條例》和《覺醒劑取締法》，為特別刑法裡起訴次數第三多的罪行，按人數的話則僅次於《覺醒劑取締法》排第2位。如果是按暴力團員的犯罪數目來看，《輕犯罪法》僅有99件87人遠低於《覺醒劑取締法》的6,662件4,569人，整體來說無論件數和人數均次於《大麻取締法》、《迷惑防止條例》、《持有槍砲刀劍類等取締法》、《風俗營業等的規則以及業務正當化等的相關法律》和《麻醉藥物以及精神藥物取締法》，排在第7位。
以2018年的紀錄為例，按起訴項目來說，最多是第2號（凶器攜帶罪），共3,334件3,141人，其次是第32號（田地等侵入罪），共1,665件1,843人，有紀錄最少的則是第14號（妨礙安寧罪，兩件兩人）、第19號（改變不正常死亡現場罪，1件兩人）和第34號（虛假廣告罪，兩件兩人），沒有任何紀錄的分別是第4號（遊蕩罪）、第6號（關燈罪）、第7號（妨礙水上交通罪）、第8號（特殊情況下不作協助罪）、第17號（姓名等不實陳述罪）、第24號（妨礙儀式罪）、第29號（暴行等共謀罪）和第30號（指使或嚇跑動物罪）。此外，按性別來說，8,658人中只有515人是女性，其中最多人干犯的是第9號（火氣亂用罪，155人），有紀錄最少的則是第5號（粗野亂暴罪）和第14號（妨礙安寧罪），均是1人。此外，8,658人中有1,096人為青少年，佔整體青少年犯罪的25.2%，這個比例是所有特別刑法罪行裡最高的，最多人干犯的項目則是第31號（妨礙業務罪，296人），有紀錄最少的則是第26號（排泄物等的罪，1人），未成年女性最多干犯的則是第32號（田地等侵入罪，25人），有紀錄最少的則是第2號（凶器攜帶罪）和第11號（危險物品投擲注入罪），均是1人。
另外，按法務省的《犯罪白書》記載，平成元年（1989年）時違反《輕犯罪法》的人數是2,382人，在特別刑法裡次於《毒物以及有害物質取締法》、《覺醒劑取締法》、《持有槍砲刀劍類等取締法》、《風俗營業等的規則以及業務正當化等的相關法律》、《公職選舉法》和《船舶安全法》，以犯罪人數來說排第7位。違反《輕犯罪法》的高峰期在平成16年（2004年）至平成24年（2012年）之間，每年均超過1萬人次，其中的平成21年（2009年）更是歷來最高的16,198人，以同年度來說僅次於《覺醒劑取締法》排在第2位。平成30年（2018年）時雖然已經回落至7,866人，但是仍然是僅次於《覺醒劑取締法》，屬第2多人干犯的罪行。